# IC 3521
IC 3521 је галаксија у сазвјежђу Дјевица која се налази на листи објеката дубоког неба у Индекс каталогу.
Деклинација објекта је + 7° 9' 35" а ректасцензија 12h 34m 39,5s. Привидна величина (магнитуда) објекта IC 3521 износи 13,5 а фотографска магнитуда 14,1. IC 3521 је још познат и под ознакама UGC 7736, MCG 1-32-106, CGCG 42-162, VCC 1575, IRAS 12321+0726, PGC 41847.